# Decamorium uelense
Decamorium uelense är en myrart som först beskrevs av Santschi 1923.  Decamorium uelense ingår i släktet Decamorium och familjen myror. Inga underarter finns listade i Catalogue of Life.